# Россоши (Алтайский край)
Россоши — село в Алтайском районе Алтайского края России. Административный центр и единственный населённый пункт Россошинского сельсовета.

## История
Село было основано в 1826 году. В 1928 году в Россошах функционировали школа, сыроварня и лавка общества потребителей, имелось 515 хозяйств, проживало 3068 человек. В административном отношении село являлось центром сельсовета Алтайского района Бийского округа Сибирского края.

## География
Село находится в юго-восточной части Алтайского края, на берегах реки Поперечная (приток Песчаной), на расстоянии примерно 11 километров (по прямой) к северо-западу от села Алтайского, административного центра района. Абсолютная высота — 232 метра над уровнем моря.
Климат умеренно континентальный с теплым летом и умеренно морозной снежной зимой. Средняя температура января −16,8ºС, июля — + 19,2ºС. Годовое количество осадков — 937 мм.

## Население
| 1997  | 1998  | 1999  | 2000  | 2001  | 2002  | 2003  |
| ----- | ----- | ----- | ----- | ----- | ----- | ----- |
| 1107  | ↘1097 | ↘1073 | ↘1057 | ↘1047 | ↘1046 | ↗1057 |
| 2004  | 2005  | 2006  | 2007  | 2008  | 2009  | 2010  |
| ↗1060 | ↘1051 | ↘1048 | ↘1032 | ↘992  | ↗1065 | ↘1049 |
| 2011  | 2012  | 2013  | 2014  | 2015  | 2016  | 2017  |
| ↗1053 | ↘1051 | ↘1035 | ↘1028 | ↘1026 | ↘1018 | ↘1001 |
| 2018  | 2019  | 2020  | 2021  |       |       |       |
| ↘998  | ↘995  | ↗1002 | ↘994  |       |       |       |

Согласно результатам переписи 2002 года, в национальной структуре населения русские составляли 97 %.

## Инфраструктура
В селе функционируют основная общеобразовательная школа, детский сад «СОЛНЫШКО», библиотека, дом культуры, фельдшерско-акушерский пункт и отделение Почты России.

## Улицы
Уличная сеть села состоит из 14 улиц и 3 переулков.